# Pittografia
La pittografia è una forma di scrittura in cui il segno grafico (detto pittogramma) rappresenta l'oggetto visto e non il suono usato per identificarlo (come invece avviene nelle scritture sillabiche, consonantiche ed alfabetiche). In pratica si tenta di riprodurre l'oggetto e non il suono.
Se si disegna un "piede" per indicare la parola "piede", il segno viene definito pittogramma. Se invece si disegna un "piede" per indicare la parola "camminare", allora il segno viene definito ideogramma dal momento che il significato è un concetto che viene definito dal codice e non dal disegno. Un pittogramma deve veicolare una precisa ed unica realtà: informazione, derivazione o proibizione.
Spesso, però, la distinzione tra i due casi non appare così semplice e lineare; pittogrammi e ideogrammi vengono detti anche logogrammi (segni che indicano parole).

## Storia
I più antichi testi scritti contengono pittogrammi che rappresentano immagini di oggetti riconoscibili. Il loro limite, però, è evidente: erano necessari tanti segni quante erano le parole. Essendo infinite le cose o i concetti da indicare, i pittogrammi divennero migliaia, ponendo seri problemi di comprensione. La proliferazione dei segni, e la loro incapacità di esprimere tutto l'esprimibile, si prestava in sostanza a un uso limitato rispetto alle esigenze dell'economia e della cultura delle città mesopotamiche.
L'associazione tra segno e suono avviene presto nella scrittura cuneiforme e in quelle diffuse in Egitto, anche se coesisteranno con i pittogrammi e gli ideogrammi per diverso tempo. Nella scrittura cuneiforme il processo è molto lento e spesso i segni rappresentano sillabe più che singole lettere.
Il passaggio definitivo dalla pittografia alla scrittura moderna segnerà appunto l'associazione del singolo suono al singolo segno grafico.

## Pittogrammi usati quotidianamente
I pittogrammi sono usati anche oggi, ad esempio nella segnaletica di avvertimento. Eccone alcuni di uso comune:

Alcuni pittogrammi usati nel National Park Service statunitense
Accesso per disabili
Uscita di sicurezza
Neonato (simbolo AIGA)
Trasporto ferroviario (simbolo AIGA)
Tossico
Radioattività
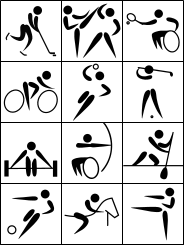
Alcuni pittogrammi sportivi